# Flirtini
Flirtini – polski duet producentów muzycznych i DJ-ów wykonujących elektroniczną muzykę taneczną, powstał w 2012 roku. Skład formacji tworzą Jan „Jedynak” Porębski oraz Kamil „Ment” Kraszewski, również członek zespołu Rasmentalism. 

## Dyskografia
| Rok                        | Album                                                                             | Pozycja na liście |
| Rok                        | Album                                                                             | POL               |
| -------------------------- | --------------------------------------------------------------------------------- | ----------------- |
| 2014                       | Heartbreaks & Promises - Data: 14 kwietnia 2014 - Wydawca: Asfalt Records         | –                 |
| 2014                       | Heartbreaks & Promises vol. 2 - Data: 24 listopada 2014 - Wydawca: Asfalt Records | 29                |
| 2016                       | Heartbreaks & Promises vol. 3 - Data: 21 grudnia 2016 - Wydawca: Asfalt Records   | –                 |
| 2018                       | Heartbreaks & Promises vol. 4 - Data: 20 kwietnia 2018 - Wydawca: Asfalt Records  | 22                |
| „–” album nie był notowany |                                                                                   |                   |

## Teledyski
| Rok  | Tytuł                                            | Reżyseria / Realizacja                      | Album                         | Źródło |
| ---- | ------------------------------------------------ | ------------------------------------------- | ----------------------------- | ------ |
| 2014 | „Halayo” – Du:it                                 | Krzysztof Grajper, Łukasz Zabłocki          | Heartbreaks & Promises vol. 2 | [ 8 ]  |
| 2016 | „Ulotne” – Klaudia Szafrańska, Enzu              | Ania Bystrowska, Alan Willmann              | Heartbreaks & Promises vol. 3 | [ 9 ]  |
| 2016 | „Na zawsze” – Julia Wieniawa, Zeppy Zep          | Ania Bystrowska, Alan Willmann              | Heartbreaks & Promises vol. 3 | [ 10 ] |
| 2016 | „Bilet” – Piotr Zioła / Flirtini                 | Piotr Sawicki, Marta Zając / Mieszko Socha  | Heartbreaks & Promises vol. 3 | [ 11 ] |
| 2018 | „Płynę” – LOAA, Gverilla                         | Adam Tarasiuk, Adam Tarasiuk                | Heartbreaks & Promises vol. 4 | [ 12 ] |
| 2018 | „Dziki brzeg” – Flirtini (gościnnie Piotr Zioła) | BTW Zbyszko Cieszyński / Jagoda Lenarcińska | –                             | [ 13 ] |